# David và Bathsheba (phim)
Truyện vua David và bà Bathsheba (tiếng Anh: David and Bathsheba) là một phim phỏng theo thánh kinh Cựu Ước do Henry King đạo diễn và phát hành năm 1951.

## Nội dung
Vua David vốn là rể của vua Saul, cưới nàng Michal. Hôn nhân này do chính vua Saul dàn xếp, khi ông thấy David được lòng dân chúng, ông đã toan tính nhờ tay quân Philistines đoạt mạng David, nhà vua muốn David lấy 100 bao qui đầu người Philistines làm sính lễ. Nhưng rồi hôn nhân chính trị này không có hạnh phúc.
Urigia là cận tướng trung tín và can trường của vua David, đã nhiều lần Urigia cứu mạng vua. Vợ của Urigia là nàng Bathsheba khả ái, nhưng hôn nhân của họ lại do cha Urigia xếp đặt và giữa hai người chưa nẩy nở ái tình trước hôn lễ. Vả, Urigia luôn đặt nặng trách nhiệm với vua David trên tình cảm riêng, thế nên cuộc hôn nhân này cũng không có hạnh phúc.
Hồi ấy, dân Do Thái đang có chiến tranh với dân Ammon. Một tối, vua David đang ở trên tầng thượng cung điện, chợt phát hiện nhà bên có người đàn bà tắm. Khi biết rằng đó là Bathsheba - vợ của Urigia, vua bèn sai quản gia mời nàng đến gặp. Và rồi, lề luật của dân Do Thái là người đàn bà hễ ngoại tình phải chịu tử hình bằng cách ném đá ngoài cổng thành. Vậy, đương khi chiến sự ác liệt - chiếm thành Rabba - vua David ngầm khiến Urigia vào nơi hiểm nguy để rồi phải chết...

## Sản xuất

### Kỹ thuật

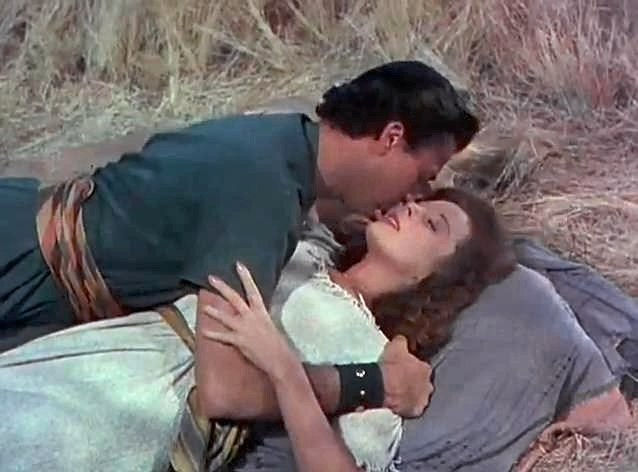
Gregory Peck và Susan Hayward.

While Twentieth Century-Fox Film Corp. owned the rights to the 1943 book David written by Duff Cooper, the film is not based on that book. Zanuck also owned the rights to a 1947 Broadway play called "Bathsheba". Seeing the success of C. B. DeMille's Samson and Delilah, Zanuck commissioned Philip Dunne to write a script based on King David. Dunne conceived it as a modern-type play exploring the corruption of absolute power. The film is noticeably devoid of the epic battles and panoramas frequently seen in biblical movies.
Zanuck opted to use stars already under contract to 20th Century-Fox. The production of the film started on ngày 24 tháng 11 năm 1950 and was completed in January 1951 (with some additional material shot in February 1951). The film premiered in New York City August 14, and opened in Los Angeles August 30, before opening widely in September 1951. It was shot entirely in Nogales, Arizona.
The musical score was by Alfred Newman, who, for the bucolic scene with the shepherd boy, used a solo oboe in the Lydian mode, drawing on long established conventions linking the solo oboe with pastoral scenes and the shepherd's pipe. To underscore David's guilt-ridden turmoil in the Mount Gilboa scene, Newman resorted to a vibraphone, which Miklós Rózsa used in scoring Peck's popular 1945 Spellbound, in which he played a no less disturbed patient suffering from amnesia.

### Diễn xuất
- Gregory Peck... Vua David
- Susan Hayward... Bà Bathsheba
- Kieron Moore... Uriah
- Raymond Massey... Nathan
- James Robertson Justice... Abishai
- Jayne Meadows... Michal
- John Sutton... Ira
- Dennis Hoey... Joab
- Walter Talun... Goliath
- Francis X. Bushman... Vua Saul
- Leo Pessin... David thuở nhỏ
- Paul Newlan... Samuel
- Holmes Herbert... Jesse
- George Zucco... Sứ giả Ai Cập
- Gwen Verdon... Vũ nữ
- Gilbert Barnett... Absolom - nhị vương tử của David
- Helena Benda... Tùy tòng
- Mildred Brown... Lẽ vua David
- John Burton... Thầy tế
- David Newell... Binh sĩ

## Phê bình

### Công luận
The film earned an estimated $7 million at the US box office in 1951, making it the most popular movie of the year.
The New York Times described the film as "a reverential and sometimes majestic treatment of chronicles that have lived three millenia. It praises Dunne's screenplay and Peck's "authoritative performance", while noting the part largely overshadows the rest of the cast.
The film sparked protests in Singapore over what the Muslim community considered an unflattering portrait of David, considered an important prophet in Islam, as a hedonist susceptible to sexual overtures.
Jon Solomon found the film's first half rather slow-paced, but gained momentum, and Peck "convincing as a once-heroic monarch who must face an angry constituency and atone for his sins."  He noted that this was different from other biblical epics in that the protagonist faced a religious and philosophical issue rather than the overdone military or physical crisis.
David and Diana Garland argue that, "Taking remarkable license with the story, the screen writers changed Bathsheba from the one who is ogled by David into David's stalker." They go on to suggest that "the movie David and Bathsheba, written, directed and produced by males, makes the cinematic Bathsheba conform to male fantasies about women."
However, in giving Bathsheba a more active role, Adele Reinhartz found that "it reflects tensions and questions about gender identity in America in the aftermath of World War II, when women had entered the work force in large numbers and experienced a greater degree of independence and economic self-sufficiency....[Bathsheba] is not satisfied in the role of neglected wife and decides for herself what to do about it." Susan Hayward was later quoted as having asked why the film was not called Bathsheba and David.

### Vinh danh
Bộ phim đã đoạt được 5 giải Academy Awards:
- Best Art Direction (Lyle Wheeler, George Davis, Thomas Little, Paul S. Fox)
- Best Cinematography (Leon Shamroy)
- Best Costume Design (Charles Le Maire, Edward Stevenson)
- Best Music (Alfred Newman)
- Best Writing (Philip Dunne)